# Біловух гірський
Біловух гірський (Peltops montanus) — вид горобцеподібних птахів родини ланграйнових (Artamidae).

## Поширення
Ендемік Нової Гвінеї. Трапляється у центральних та північних гірських районах. Живе у дощовому або хмарному гірському лісі з наявністю галявин, або на узліссі.

## Опис
Невеликий птах, завдовжки до 20 см, вагою 27-36 г. Це птах з масивною статурою, великою квадратною головою, загостреними крилами, довгим хвостом із злегка роздвоєним кінцем і міцним дзьобом, з вібрісами в основі, і верхньою щелепою із зігнутим донизу кінчиком. Основне забарвлення оперення синювато-чорне. Щоки білі. Також білими є дві поперечні смуги, що проходять уздовж шиї та спини від плеча до плеча. Задня частина спини і черева червоного кольору. Дзьоб і ноги чорнуваті, а очі червонувато-карі.

## Спосіб життя
Трапляється парами або невеликими сімейними групами. Більшу частину дня сидить на дереві, підстерігаючи на здобич. Полює на летючих комах. Розмноження відбувається в кінці посушливого сезону. Невелике чашоподібне гніздо будує на гілках високих дерев.